# Saint-Alyre-ès-Montagne
Saint-Alyre-ès-Montagne is een gemeente in het Franse departement Puy-de-Dôme (regio Auvergne-Rhône-Alpes) en telt 171 inwoners (2004). De plaats maakt deel uit van het arrondissement Issoire.

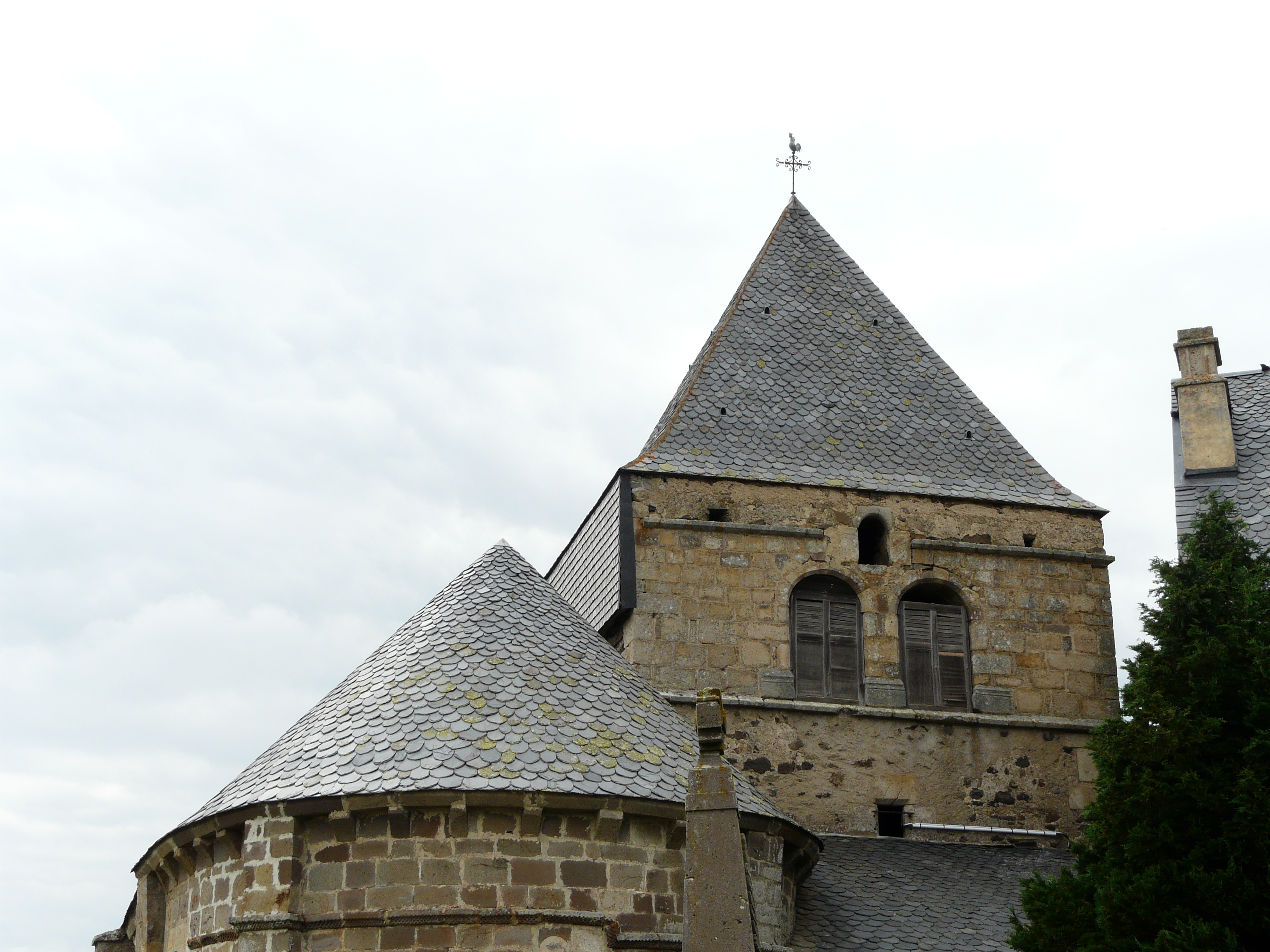
Kerk van Saint-Alyre-ès-Montagne
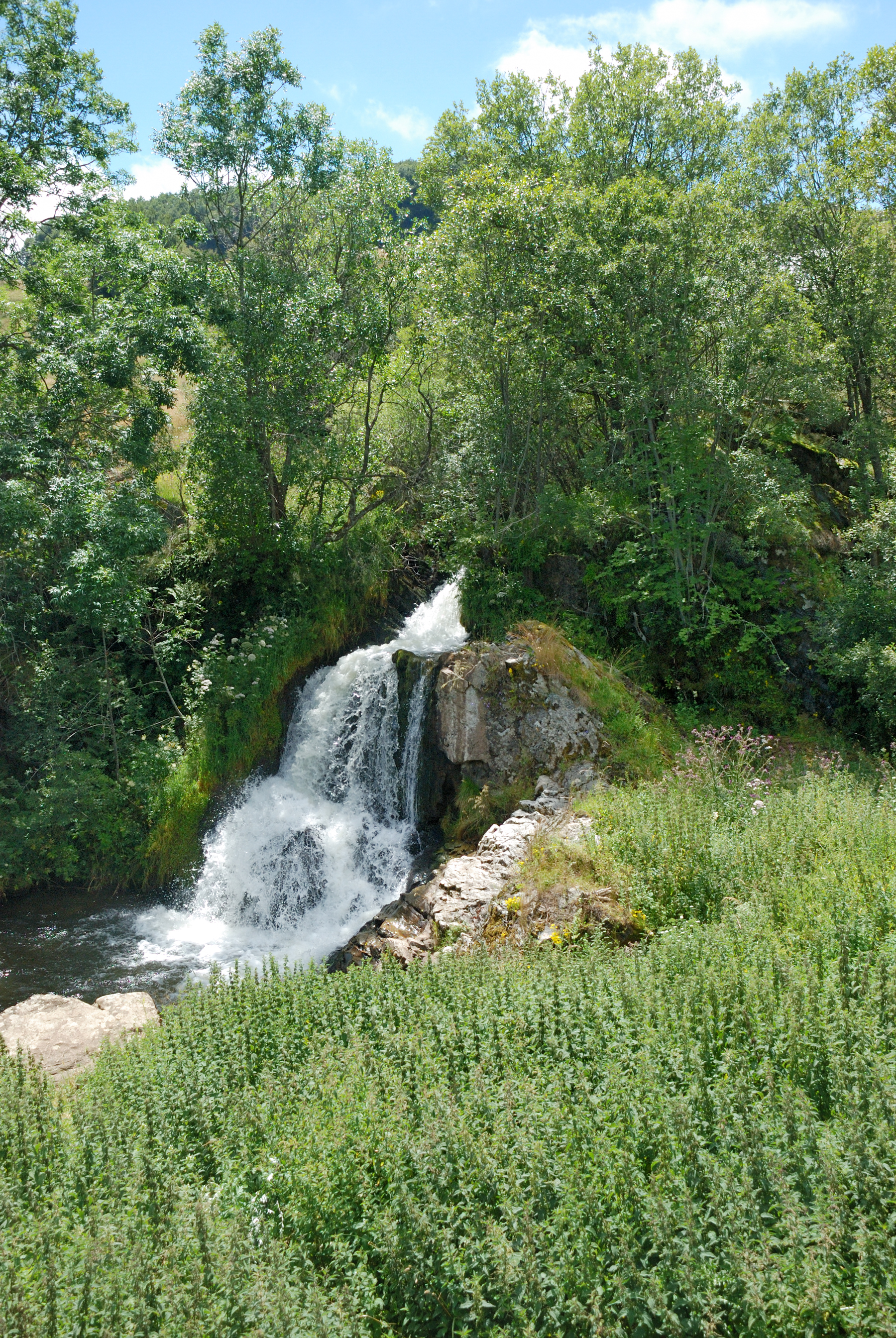
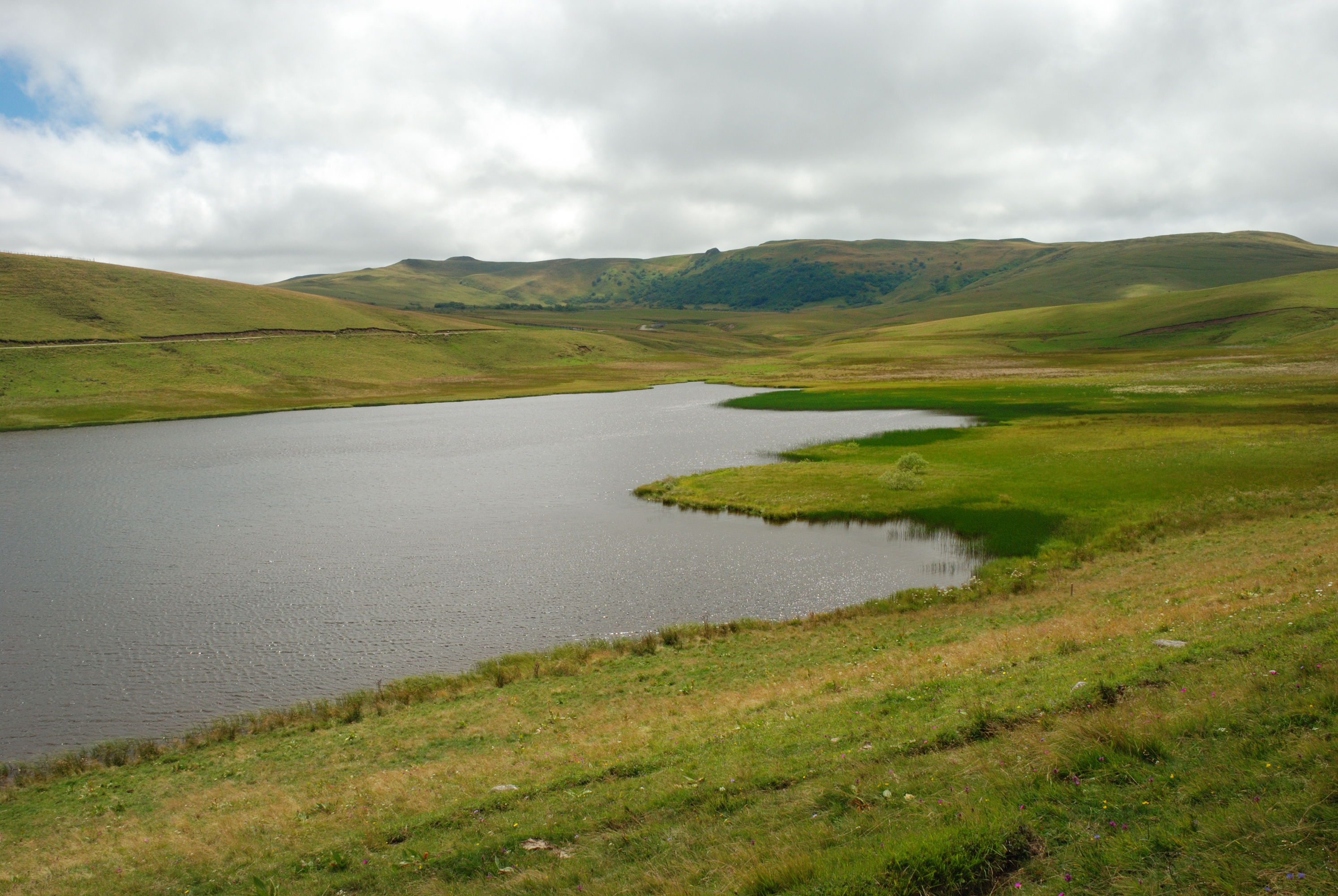
Meer bij Saint-Alyre-ès-Montagne

## Geografie
De oppervlakte van Saint-Alyre-ès-Montagne bedraagt 40,6 km², de bevolkingsdichtheid is 4,2 inwoners per km².
De onderstaande kaart toont de ligging van Saint-Alyre-ès-Montagne met de belangrijkste infrastructuur en aangrenzende gemeenten.

## Demografie
Onderstaande figuur toont het verloop van het inwonertal (bron: INSEE-tellingen).